# Вангел Четалов
Вангел Илиев Четалов е български революционер, деец на Вътрешната македоно-одринска революционна организация.

## Биография
Вангел Четалов е роден в 1878 година в битолското село Гявато, тогава в Османската империя. Присъединява се към ВМОРО в 1900 година. В 1902 година става секретар на революционния комитет, като води цялата кореспонденция и се грижи за проблемите на четите. През лятото на 1903 година участва в Илинденско-Преображенското въстание с четата на Наум Бендев, с която още на Илинден 2 август се сражава при Гявато, вследствие на което селото е опожарено. След това се оттеглят към Смилево и участват в голямото сражение там, а по-късно с Георги Сугарев се оттеглят към Боище.
На 16 март 1943 година, като жител на Гявато, подава молба за народна пенсия. В Сведението към молбата пише: „Активно участвувал в Илинденското въстание като четник. Не е осъждан от съдилищата на чуждата власт, но преследван и тормозен като добър българин. Ползва се с име на добър българин“. Молбата е одобрена и отпусната от Министерския съвет на Царство България.